# Близько
«Близько» (фр. Close) — художній фільм бельгійського режисера Лукаса Донта, головні ролі в якому зіграли Емілі Декенн та Леа Дрюкер. Прем'єра відбулася у травні 2022 року на Каннському кінофестивалі. Картина була удостоєна Гран-прі фестивалю, пізніше її номінували на Оскар.

## Сюжет
Головні герої фільму — Лео та Ремі, два тринадцятирічні хлопчики, дружба яких раптово руйнується. Намагаючись зрозуміти, що пішло не так, Лео зближується з матір'ю Ремі, Софі.

## В ролях
- Іден Дамбріне — Лео
- Густав Де Ваеле — Ремі
- Емілі Декенн — Софі.
- Леа Дрюкер — Наталі
- Кевін Янссенс — Петер

## Прем'єра та сприйняття
Прем'єра фільму відбулася у травні 2022 року на Каннському кінофестивалі. Картина була удостоєна Гран-прі разом із фільмом Клер Дені "Зірки опівдні ". Пізніше вона увійшла до шорт-листа з 15 номінантів на «Оскар» 2023 року в категорії "Кращий іноземний художній фільм ".
Критики переважно високо оцінили картину. Так, Пітер Бредшоу з The Guardian пише, що «потужність цієї спустошливо сумної історії безсумнівна». Бен Кролл із The Wrap у зв'язку з «Близько» назвав Донта «щедрим і терплячим режисером, що дозволяє розкритися своїм як невідомим, так і досвідченим акторам». При цьому оглядач IndieWire Девід Ерліх дотримується протилежної точки зору. Він називає попередній фільм режисера, "Дівчина ", проблематичним через те, що роль трансгендерної дівчини виконав цисгендерний хлопець, тут же, на його думку, Донт експлуатує дуже делікатну тему для власної вигоди.